# Rejon szewczenkowski (obwód charkowski)
Rejon szewczenkowski (ukr. Шевченківський район) – była jednostka administracyjna wchodząca w skład obwodu charkowskiego Ukrainy.
Utworzony w 1935, miał powierzchnię 977 km² i liczył 23 tysiące mieszkańców. Siedzibą władz rejonowych byłoSzewczenkowe.
Na terenie rejonu znajdowały się 1 osiedlowa rada i 15 silskich rad, liczących w sumie 58 wsi i 1 osadę.
Zlikwidowany 19 lipca 2020 roku w ramach reformy administracyjnej. Jego ziemie weszły w skład nowego rejonu kupiańskiego.